# Test Draizea
Test Draizea – trzeci album długogrający szczecińskiego zespołu metalowego Quo Vadis. Został on wydany w sierpniu 1995 roku nakładem Baron Records. Ostatni album nagrany ze współzałożycielem zespołu Mariuszem Bączkiewiczem, który wkrótce odszedł, by założyć zespół rockowy Backwick.

## Lista Utworów[1]
| Nr  | Tytuł utworu                          | Długość |
| --- | ------------------------------------- | ------- |
| 1.  | „Koryto”                              | 4:32    |
| 2.  | „Test Draizea”                        | 5:36    |
| 3.  | „Usunięty”                            | 3:49    |
| 4.  | „The Silly Thing” (Cover Sex Pistols) | 2:43    |
| 5.  | „Relax w Weekend”                     | 6:24    |
| 6.  | „Zwykły dzień”                        | 5:19    |
| 7.  | „Ono”                                 | 4:33    |
| 8.  | „To, co mogę ci dać”                  | 3:52    |
| 9.  | „Powiedz mi, dlaczego”                | 3:46    |
| 10. | „Grosik”                              | 4:55    |
| 11. | „Rozgoni nas wiatr”                   | 4:37    |
| 12. | „Wielki ogień” (Cover Breakout)       | 8:09    |
|     |                                       | 58:15   |

## Twórcy[2]
- Tomasz „Skaya” Skuza – wokal, bass
- Jacek „Dżek” Gnieciecki – gitara
- Mariusz „Bączek” Bączkiewicz – gitara
- Robert „Misiek” Szymański – perkusja